# Ethmia nigripedella
Ethmia nigripedella — вид лускокрилих комах родини плоских молей (Depressariidae).

## Поширення
Вид поширений в Україні, Середній Азії, Східному Сибіру, Монголії, Китаї (Тибет, Кукунор, Шаньсі) та Японії (Хоккайдо).

## Спосіб життя
Метелики літають з квітня по липень.